# Roberto Rodríguez (Fußballspieler, 1946)
Roberto Rodríguez (* 1. April 1946 in Tlaquiltenango, Morelos), auch bekannt unter seinem Spitznamen El Monito, ist ein ehemaliger mexikanischer Fußballspieler auf der Position eines Stürmers, der seit Jahrzehnten im Trainerstab seines ehemaligen Vereins Club América arbeitet.

## Laufbahn
Monito Rodríguez wuchs als jüngstes von zehn Kindern einer Großfamilie im mexikanischen Bundesstaat Morelos, südlich der Hauptstadt Mexiko-Stadt, auf. Schon früh vom Fußball begeistert, begann er als Kind im Nachwuchs seines Heimatvereins Tlahuica zu spielen. 1962 wechselte er in den Nachwuchsbereich des CD Zacatepec, dem damals führenden Verein in seinem Heimatbundesstaat Morelos, der in den späten 1950er Jahren zu den großen Mannschaften Mexikos gezählt hatte und diesem Zeitraum je zweimal den Meistertitel und den Pokalwettbewerb gewann.
1964 erhielt Monito bei den Cañeros seinen ersten Profivertrag und spielte dort bis 1969, als er vom Club América verpflichtet wurde. Mit den Americanistas gewann er den Meistertitel der Saison 1970/71. 1973 kehrte er zum CD Zacatepec zurück und beendete bei den Grün-Weißen seine aktive Laufbahn in der Saison 1973/74.
Anschließend begann Monito Rodríguez eine langjährige Trainertätigkeit, die er vorwiegend in Diensten des Club América ausübte. So war er für verschiedene Reservemannschaften der zweiten, dritten und vierten Liga verantwortlich und war Assistenztrainer von Jorge Silva Vieira, als die erste Mannschaft den Meistertitel der Saison 1988/89 gewann.
Darüber hinaus trainierte Monito die mexikanische Juniorennationalmannschaft bei der 1985 in China erstmals ausgetragenen U-16-Fußball-Weltmeisterschaft.

## Erfolge
- Mexikanischer Meister: 1971